# Виртуальное государство
Виртуа́льное госуда́рство (сокр. ВГ; от англ. virtual state) — общее наименование для любых образований, которые заявляют о себе как о суверенных политиях, способных быть субъектами международного права (как правило, государствах), но не стремящихся к реальному и полному осуществлению своего суверенитета и как правило не вступающих на этой почве в конфликты с реальными государствами. Так как виртуальные государства не стремятся к осуществлению своего суверенитета, они не воспринимаются всерьёз реальными государствами, на территории которых провозглашены, и их суверенитет не признаётся мировым сообществом. Некоторые из них могут называться кибергосударствами либо фэнтезийными государствами, а также виртуальными нациями, с использованием аббревиатур MN или µN (от англ. micronation, нем. Mikronation и т. п.).
Далеко не все виртуальные государства (микронации) считают себя именно государствами. Некоторые подобные образования, например, Свободный Город Христиания, практикуют иные формы политической организации общества, отличные от государства, и прямо об этом заявляют.
Согласно теории государственности, государство как организация должно обладать следующими признаками:
1. иметь казну (казначейство) и право принудительного сбора налогов;
2. иметь подконтрольную территорию с постоянным населением;
3. иметь органы управления;
4. иметь силовые структуры для реализации монополии насилия.

Виртуальное государство имитирует, как правило, лишь некоторые из этих критериев — те, которые возможно имитировать, не имея собственно суверенной территории. Например, оно может обладать населением в 4 человека или несуверенной территорией размером с дачный участок или маленький остров. Такими примерами могут служить отделение от Эстонии двух хуторов и воссоздание на их территории Эстонской Советской Социалистической Республики или провозглашение независимой республики Малу-Венту на маленьком острове Маль-ди-Вентре около Сардинии. Наиболее известным примером виртуального государства уже на протяжении нескольких десятилетий является Силенд.
Многие виртуальные государства вообще не обладают территорией и располагаются в Интернете или в воображении своих основателей. Некоторые виртуальные государства заявляют о принадлежности им тех или иных территорий, однако при этом не имеют над ними реального, даже частичного контроля.
Часть виртуальных государств являются шуточными и не претендуют на территории.
Виртуальные государства могут и обычно стремятся воспроизводить вторичные признаки государства — формальные государственные атрибуты: флаги и гербы, денежные знаки, монеты, почтовые марки, паспорта, знаки отличия, они могут участвовать в международных форумах, печатать книги, выпускать периодические издания, проводить культурные и спортивные мероприятия и т. п.
Первые виртуальные государства появились в конце XIX века. В 1990-х годах, с развитием Интернета и коммуникаций, идея создания подобных образований получила новый толчок к развитию.

## Правительство
Фактически, многие виртуальные государства функционируют как правительства в изгнании и очень схожи с ними. Единственным отличием является то, что виртуальные государства заявляют о себе как о правительствах вымышленных стран и не оспаривают право какого-либо другого правительства на контроль всей его территории. Формы правления в виртуальных государствах разнообразны: это анархические, советские и буржуазные республики, монархии и даже джамахирии. Структура управления может быть очень разнообразной. В большинстве своем, виртуальные государства — организации очень вождистские, построенные вокруг задумки и авторитета одного человека, и поэтому большая часть виртуальных государств имеют автократическую форму правления — как правило, монархическую. Однако есть и множество исключений — демократических виртуальных государств.
Структура законодательных норм в виртуальных государствах обычно схожа со структурой законодательных норм государств реальных. Основным, стартовым документом зачастую является Декларация независимости, провозглашающая на той или иной территории независимое государство. Её подписание является своего рода началом истории новой страны. Затем обычно формируется конституция, определяющая основы политического строя.

## Экономика
Экономика виртуальных государств довольно простая. Подавляющее число таких новообразований занимается выпуском почтовых марок, денежных знаков, коллекционных монет и прочих сувениров.

## Виртуальные государства Антарктиды
Первым на территории Антарктиды появилось виртуальное государство Вестарктика (англ. Grand Duchy of Westarctica, первоначальное название — Ахейская территория Антарктиды). Её основатель Трэвис МакГенри в 2001 году выдвинул территориальные претензии на землю Мэри Бэрд (является единственной нейтральной территорией в Антарктиде, на которую официально не претендует ни одно из признанных государств). Пример оказался заразительным, и впоследствии в Антарктиде появилось ещё несколько виртуальных государств.
В 2008 году был создан Антарктический Союз Микронаций (англ. Antarctic Micronational Union, или AMU; первоначально был известен как исп. Grupo del Acuerdo Micronacional Antárctico). Его учредителями были микрогосударства Финисмунд, Мэри-Стейт и Великое герцогство Фландренсис. Новые страны могут вступить в AMU, но после вступления не имеют права выдвигать новые территориальные претензии. В случае самоликвидации страны её владения объявляются невостребованными. Под самоликвидацией понимается неучастие в проводимой ежегодно переписи активных членов.
В 2009 году разразилась Родезийская война микрогосударств между Королевством Финисмунд и Республикой Родезией (первая и пока единственная война в Антарктиде). Родезия предложила Финисмунду договор, по которому все земли Финисмунда отходили Родезии. Финисмунд по невнимательности договор подписал, но потом отказался его выполнять. В ответ Родезия предприняла несколько хакерских атак на сайт Финисмунда. По итогам войны и в результате дипломатических усилий других виртуальных государств Финисмунд удовлетворил претензии Родезии и затем прекратил своё существование.
Согласно статье Романа Мамчица в интернет-издании «Частный корреспондент» по состоянию на август 2010 года существовало 10 микрогосударств Антарктиды: Вестарктика (образована в 2001 году, является старейшим государством в Антарктиде, претендует на землю Мэри Бэрд), республика «Южная Георгия» (образована в 2010 году жителями одноименного острова и единственное микрогосударство, имеющее реальное присутствие в Антарктическом регионе), республика Мэри (образована в 2008 году, претендует на запад земли Мэри Бэрд), великое княжество Фландренсис (образовано в 2008 году, претендует на некоторые острова у берегов Антарктиды), Keep Watch (образовано в 2006 году), Федеративные штаты Антарктиды (претендует на всю Антарктиду и часть Южного океана, состоит из 7 штатов и федерального округа; антарктические оазисы, свободные ото льда, рассматривает как свои анклавы), Федерация Западной Антарктики, Антарктическое сообщество Ландашир (второе по старшинству микрогосударство континента, основано в 2001 году сразу после появления микрогосударства Вестарктика, объединение нескольких малоизвестных государств Антарктиды), герцогство Аркель (вассал Великого княжества Фландренсис) и сообщество Азусан (объединение 3 государств). Впоследствии многие из них прекратили своё существование, и более не являются членами AMU. Также ранее существовало королевство Фининсмунд (образовано в 2008 году, претендовало на юг земли Королевы Мод и восток земли Мэри Бэрд, прекратило своё существование в 2009 году, все земли отошли Республике Родезия). Помимо членов AMU, на Антарктиду претендуют некоторые другие микрогосударства, не признаваемые организацией, напр. Доминион Мельхиседека и Американская Советская Республика. До смены концепции в 2014 году на всю Антарктиду претендовала Романовская Империя по «праву первооткрывателя».
По состоянию на август 2010 года на территорию Вестарктики на земле Мэри Бэрд претендовали некоторые другие виртуальные государства Антарктиды: Фландренсис, Королевство Фининсмунд, Республика Мэри и Федеративные штаты Антарктиды.

## Микрогосударства
Микрогосуда́рства (англ. micronation) — общее наименование проектов по созданию новых искусственных государств, существующих лишь в воображении их создателей, на бумаге или в Интернете. Иногда такие государства обладают территорией, но чаще крайне небольшой, размером с приусадебный участок или маленький остров (например, провозглашение независимости маленького острова около Сардинии). Эти термины являются неологизмами, появившимися в 1970-х годах для описания маленьких непризнанных самопровозглашённых псевдогосударственных образований; с тех пор таких «стран» образовалось несколько тысяч. Этот же термин стал использоваться для обозначения более ранних виртуальных сообществ, некоторые из которых существовали ещё в начале XIX века.
Микрогосударства напоминают настоящие независимые государства, но не признаются таковыми. Отсутствие вооружённого противостояния с признанными государствами отличает их от сепаратистских режимов. Они способны и обычно всячески стремятся воспроизводить формальные государственные атрибуты путём выпуска монет, флагов, почтовых марок, паспортов, медалей, участием в некоторых международных форумах, выпуском книг, периодики, видеофильмов, проведения спортивных мероприятий и т. п.
Микрогосударства иногда также являются небольшими, самопровозглашёнными организациями, которые утверждают, что они являются независимыми суверенными государствами, однако не признаны в качестве таковых ни одним признанным суверенным государством или любой наднациональной организацией. Их не следует путать с карликовыми государствами, которые являются признанными независимыми государствами, но имеют небольшой размер.
Мотивы для создания микрогосударств включают теоретический опыт, политический протест, художественное слово, личные развлечения или мошеннические цели. Микрогосударства также могут существовать в различных формах, в том числе в физическом мире (на суше, на море и в космическом пространстве), в Интернете, в сознании их создателей или как сочетание некоторых из них. Некоторые микрогосударства даже смогли расширить свои операции в физическом мире путём выпуска монет, флагов, почтовых марок, паспортов, медалей и других предметов.